# Sacred Books of the Buddhists
Die Sacred Books of the Buddhists (Heilige Bücher der Buddhisten) ist eine buddhologische Buchreihe von englischen Übersetzungen wichtiger früher Schriften, die seit 1895 in London erschien. Die Reihe wurde von Max Müller begonnen und von Caroline Augusta Foley Rhys Davids und Thomas William Rhys Davids fortgesetzt. Die Bücher wurden übersetzt und herausgegeben von Max Müller, Rhys Davids und anderen Gelehrten, sie erschienen bei verschiedenen Verlagen.
In der Reihe erschienen unter anderem die Dialogues of the Buddha in drei Bänden, übersetzt von T. W. and C. A. F. Davids (als die Bände 2–4, in den Jahren 1899, 1910, 1921), Further Dialogues of the Buddha (in zwei Bänden), übersetzt von Lord Chalmers erschienen als die Bände 5 und 6.